# Bergatjärnen, Västergötland
Bergatjärnen är en sjö i Marks kommun i Västergötland och ingår i Viskans huvudavrinningsområde.